# Vương tộc Plantagenet
Vương tộc Plantagenet (phát âm: /plænˈtædʒənɪt/) là một triều đại có nguồn gốc từ Bá quốc Anjou ở Pháp. Cái tên Plantagenet được các nhà sử học hiện đại sử dụng để xác định bốn triều đại khác biệt: những vị vua Angevin, cũng là Bá tước xứ Anjou; triều đại chính Plantagenet sau khi mất Anjou; và hai nhánh phụ của nhà Plantagenet, triều đại Lancaster và York. Triều đại này nắm giữ ngai vàng Anh từ năm 1154, bắt đầu với Henry II cho đến năm 1485 khi Richard III qua đời trong trận chiến.
Dưới triều đại Plantagenet, nước Anh đã biến đổi dù chỉ là vài phần có chủ đích. Các vị vua Plantagenet thường bị buộc phải đàm phán các thỏa hiệp như Magna Carta, vốn hạn chế quyền lực của hoàng gia để đổi lấy sự hỗ trợ về tài chính và quân sự. Nhà vua không chỉ là người quyền lực nhất đất nước, nắm giữ đặc quyền phán xét, cống nạp phong kiến và chiến tranh, mà có nghĩa vụ rõ ràng đối với vương quốc, được hỗ trợ bởi một hệ thống tư pháp cầu kì. Bản sắc dân tộc riêng biệt của họ được hình thành bởi các cuộc xung đột với người Pháp, người Scotland, người Wales và người Ireland, cũng như việc thiết lập tiếng Anh trung đại trở thành ngôn ngữ chính.
Vào thế kỷ 15, triều đại Plantagenet bị đánh bại trong Chiến tranh Trăm năm và vướng phải nhiều vấn đề về xã hội, chính trị và kinh tế. Các cuộc nổi loạn của người dân diễn ra thường xuyên do nhiều quyền tự do bị từ chối. Giới quý tộc Anh thành lập quân đội riêng, tham gia vào các cuộc xung đột riêng và công khai thách thức Henry VI.
Cuộc cạnh tranh giữa hai nhánh của nhà Plantagenet là York và Lancaster đã dẫn đến Chiến tranh Hoa Hồng, một cuộc chiến kéo dài hàng thập kỷ để tranh giành ngôi vị nước Anh. Cuộc chiến lên đến đỉnh điểm trong Trận Bosworth năm 1485, khi triều đại của Vương tộc Plantagenet và thời kỳ Trung cổ ở Anh đều kết thúc sau cái chết của Richard III. Cuối cùng Henry VII, một người có gốc thuộc nhà Lancaster đã trở thành Quốc vương chính thống của nước Anh. Năm tháng sau, ông kết hôn với Elizabeth xứ York, do đó kết thúc Chiến tranh Hoa Hồng và dẫn đến sự ra đời vương triều Tudor. Vương tộc Tudor đã làm việc để tập trung quyền lực hoàng gia Anh, cho phép họ tránh được một số vấn đề đã gây khó khăn cho những vị vua cuối cùng của nhà Plantagenet. Sự ổn định sau đó đã bắt đầu thời kỳ Phục Hưng Anh và nước Anh hiện đại sơ khai. Tất cả các quốc vương Anh và sau đó là Vương quốc Liên hiệp Anh từ Henry VII đến nay đều là hậu duệ của Vương tộc Plantagenet.

### Xung đột giữa các nam tước và sự thành lập của Quốc hội

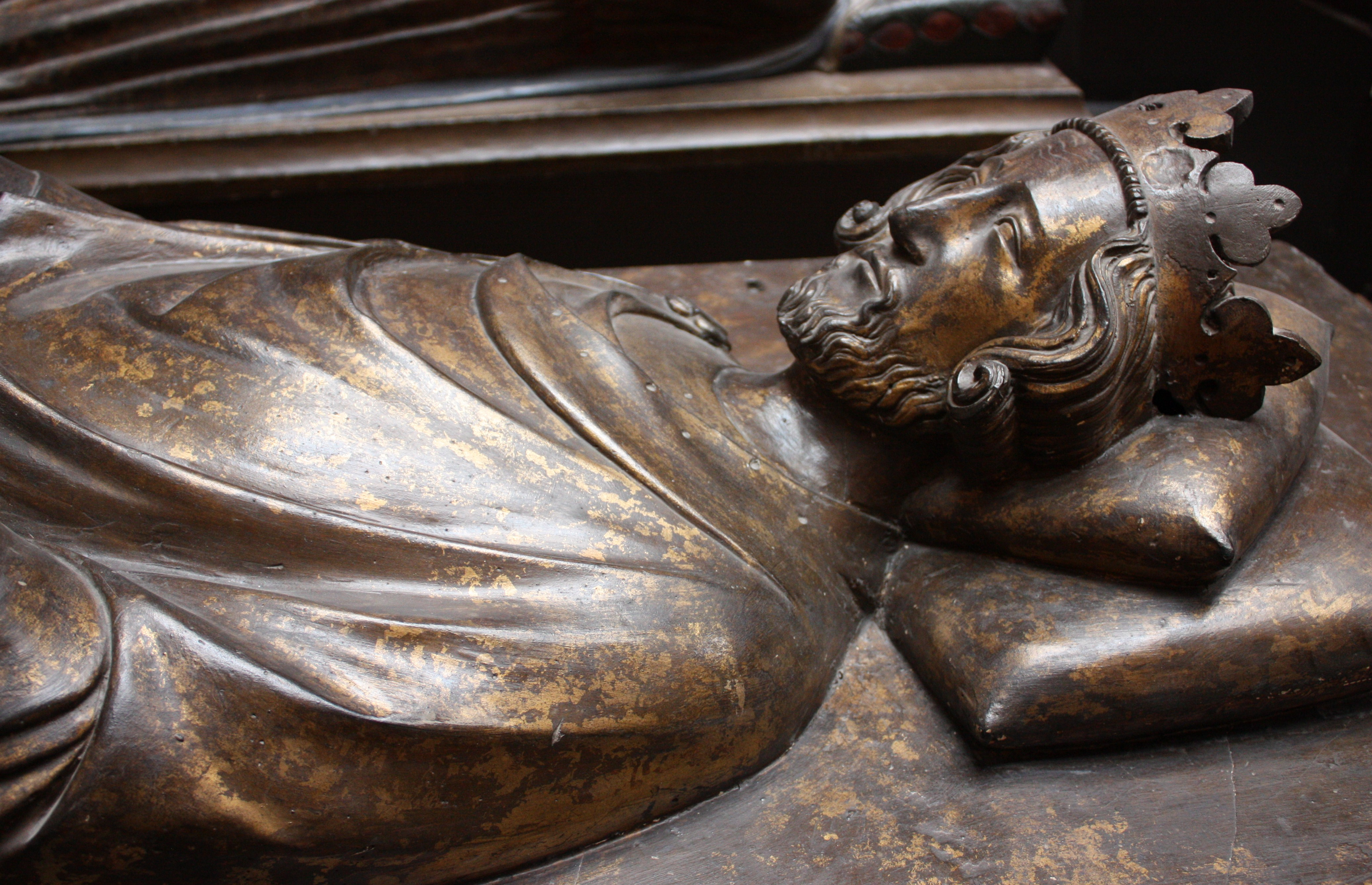
Một bản đúc tượng của Henry III trong lăng mộ tại Tu viện Westminster, k. 1272

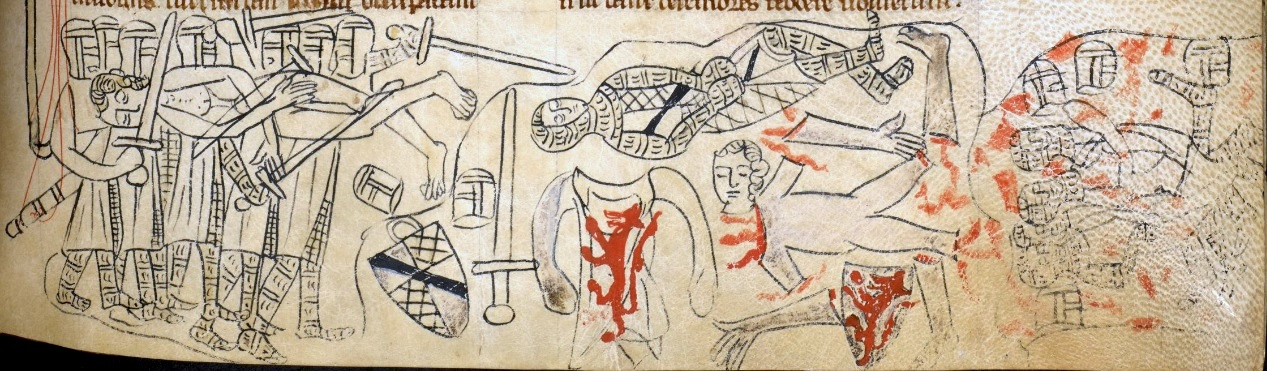
Cái chết của Simon de Montfort trong trận Evesham năm 1265

### Mở rộng tại đảo Anh

Xứ Wales sau Hiệp ước Montgomery năm 1267:

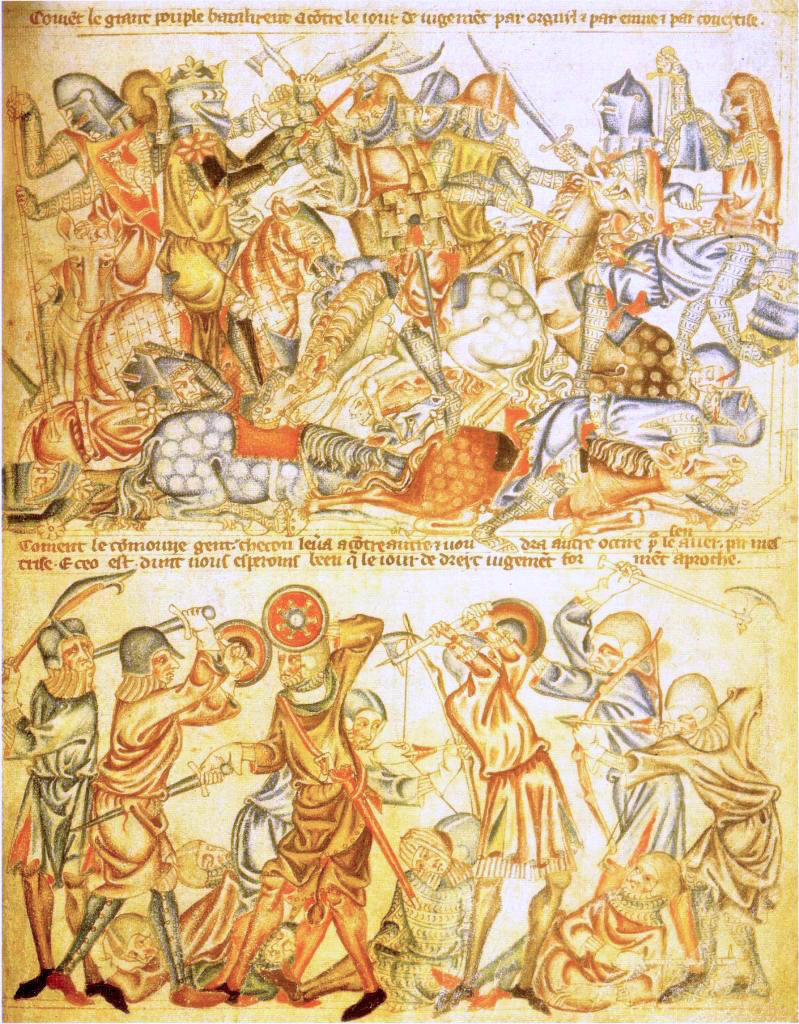
Cảnh trong Kinh thánh Holkham cho thấy các hiệp sĩ và binh lính từ Trận Bannockburn.

### Xung đột với Vương tộc Valois

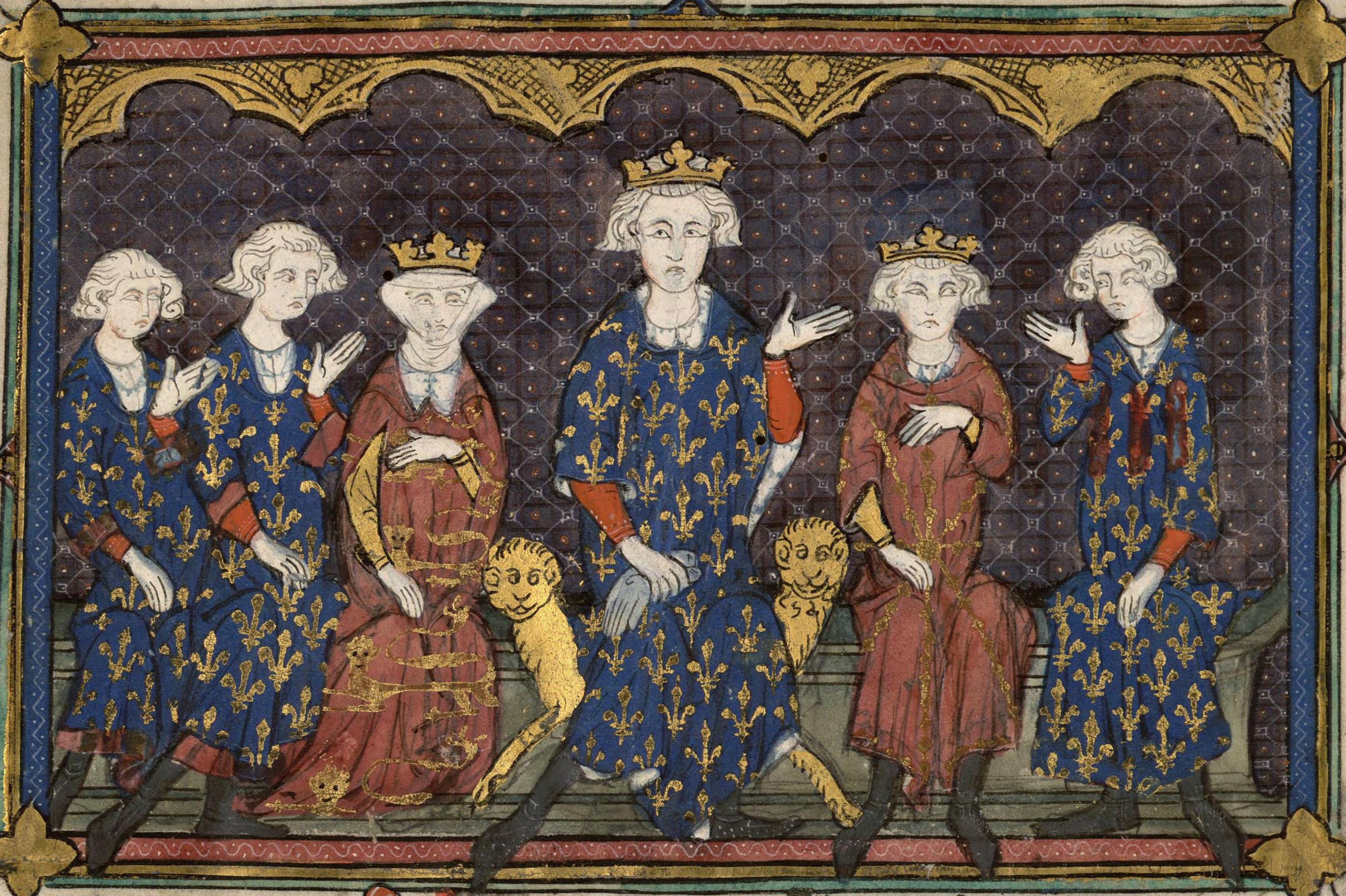
Isabelle (thứ ba từ trái sang) cùng với cha là Philippe IV trở thành vua Pháp tương lai và anh trai của Philippe, Charles xứ Valois

### Sự chấm dứt của dòng chính

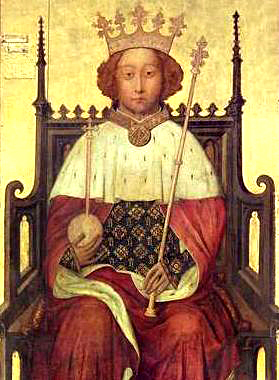
Chân dung Richard II (khoảng năm 1390). Tu viện Westminster, Luân Đôn.

## Định nghĩa

### Plantagenet
Cái tên Plantagenet được Richard xứ York, Công tước thứ 3 xứ York nhận làm tên dòng họ vào thế kỷ 15. Plantegenest (hay Plante Genest) từng là biệt danh vào thế kỷ 12 của tổ tiên Richard là Geoffroy V xứ Anjou và Công tước xứ Normandie. Một trong nhiều giả thuyết phổ biến cho rằng biệt danh này có nguồn gốc từ hoa của loài cây chổi Cytisus scoparius, một loài thực vật có màu vàng được gọi là genista trong tiếng Latin trung đại.
Không rõ tại sao Richard lại chọn cái tên này, mặc dù trong Chiến tranh Hoa Hồng, nó nhấn mạnh địa vị của Richard là hậu duệ nhánh nam của Geoffroy. Việc sử dụng cái tên Plantagenet để chỉ tất cả các hậu duệ nam của Geoffroy rất phổ biến trong triều đại Tudor, có lẽ bởi tính hợp pháp mà nó mang lại cho chắt trai của Richard là Henry VIII. Phải đến cuối thế kỷ 17, thuật ngữ Plantagenet mới được các nhà sử học sử dụng phổ biến.

### Angevin

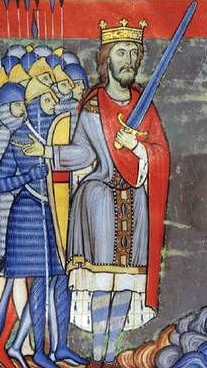
Henry II (1154–1189) được một số người cho là vị vua Plantagenet đầu tiên của Anh.

Angevin trong tiếng Pháp có nghĩa là "từ Anjou", và có ba vị vua Angevin là con trai của Geoffroy xứ Anjou là Henry II, Richard I và John. Các dòng họ quý tộc thường được đặt theo lãnh thổ hoặc nơi sinh, ví dụ như Vương tộc Normandie hoặc Vương tộc Wessex. "Angevin" cũng có thể ám chỉ giai đoạn lịch sử mà họ trị vì, và nhiều nhà sử học coi Angevin là một vương tộc Anh riêng biệt, hoặc cũng được sử dụng để ám chỉ bất kỳ chủ quyền hoặc chính phủ nào có nguồn gốc từ Anjou. Là một danh từ, nó đề cập đến người bản xứ Anjou hoặc một nhà cai trị Angevin, cụ thể là bá tước và công tước của Anjou bao gồm tổ tiên của ba vị vua thành lập nên vương tộc Anh, họ hàng của các vị vua là người cai trị Jerusalem, và các thành viên hoàng gia Pháp không có quan hệ họ hàng sau đó đã được trao tặng danh hiệu và thành lập các triều đại khác nhau, chẳng hạn như Nhà Capet của Anjou và Nhà Valois của Anjou. Do đó, có sự bất đồng giữa những người coi Henry III là quốc vương Plantagenet đầu tiên với những người không phân biệt giữa Nhà Angevin và Nhà Plantagenet, do đó họ coi Henry II là quốc vương Plantagenet đầu tiên.
Thuật ngữ "Đế quốc Angevin" được Kate Norgate đặt ra vào năm 1887. Không có tên gọi chung đương thời được biết đến để chỉ tất cả vùng lãnh thổ được cai trị bởi các vị vua Angevin Anh, dẫn đến những tên gọi vòng vo như "vương quốc của chúng ta và mọi thứ nằm dưới sự cai trị của chúng ta bất kể nó là gì" hoặc "toàn bộ vương quốc từng thuộc về cha của ngài". Từ "Đế quốc" trong "Đế quốc Angevin" đã gây tranh cãi, đặc biệt là vì những lãnh thổ này không chịu sự quản lý của bất kỳ luật lệ hay hệ thống quản lý thống nhất nào, và mỗi vùng vẫn giữ nguyên luật lệ, truyền thống và mối quan hệ phong kiến riêng. Năm 1986, một hội nghị của các nhà sử học đã kết luận rằng không có nhà nước Angevin và do đó không có "Đế quốc Angevin", nhưng thuật ngữ espace Plantagenet ("khu vực Plantagenet" trong tiếng Pháp) lại được chấp nhận. Tuy vậy, các nhà sử học vẫn tiếp tục sử dụng thuật ngữ "Đế quốc Angevin".

### Cuộc đổ bộ đến Anh

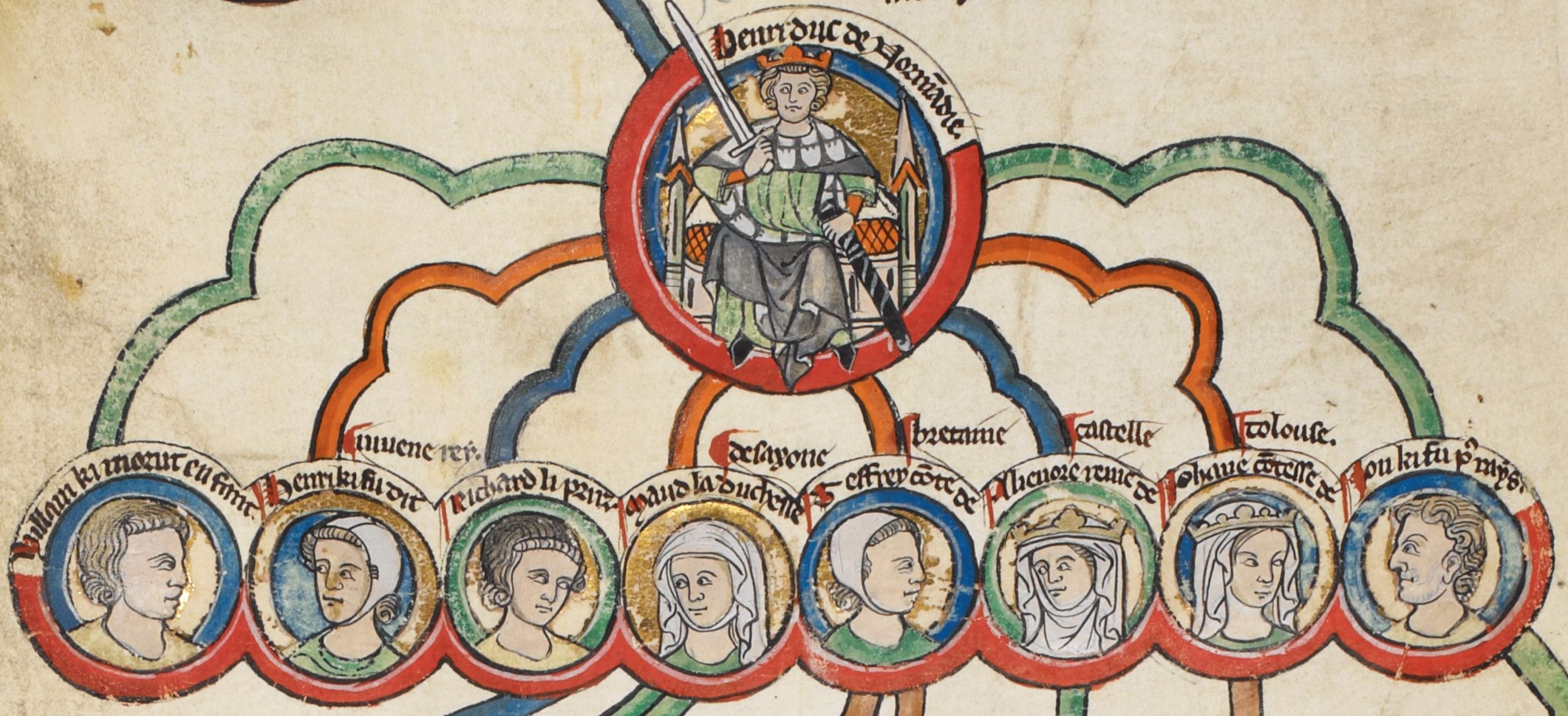
Mô tả thế kỷ 13 của Henry II và những người con hợp pháp: William, Henry, Richard, Matilda, Geoffrey, Eleanor, Joan và John.

Lãnh thổ lục địa của Henry II vào năm 1154 (với nhiều sắc thái đỏ khác nhau), tạo thành một phần của "Đế quốc Angevin"

### Thời kỳ đỉnh cao

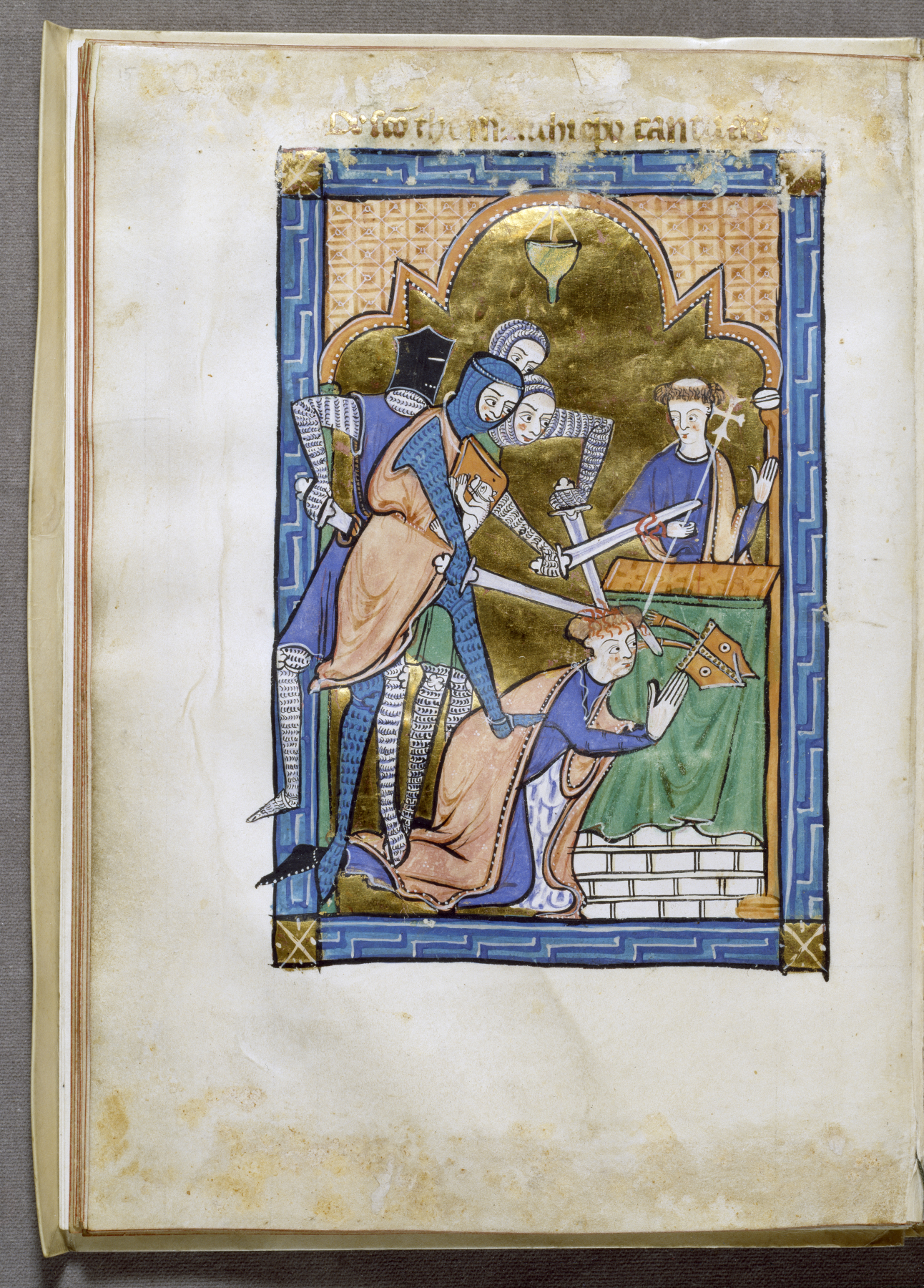
Một bức tranh thu nhỏ từ một thánh ca Anh trình bày câu chuyện đầy nhiệt huyết về vụ ám sát Tổng giám mục Thomas Becket, k. 1250. Bảo tàng nghệ thuật Walters, Baltimore

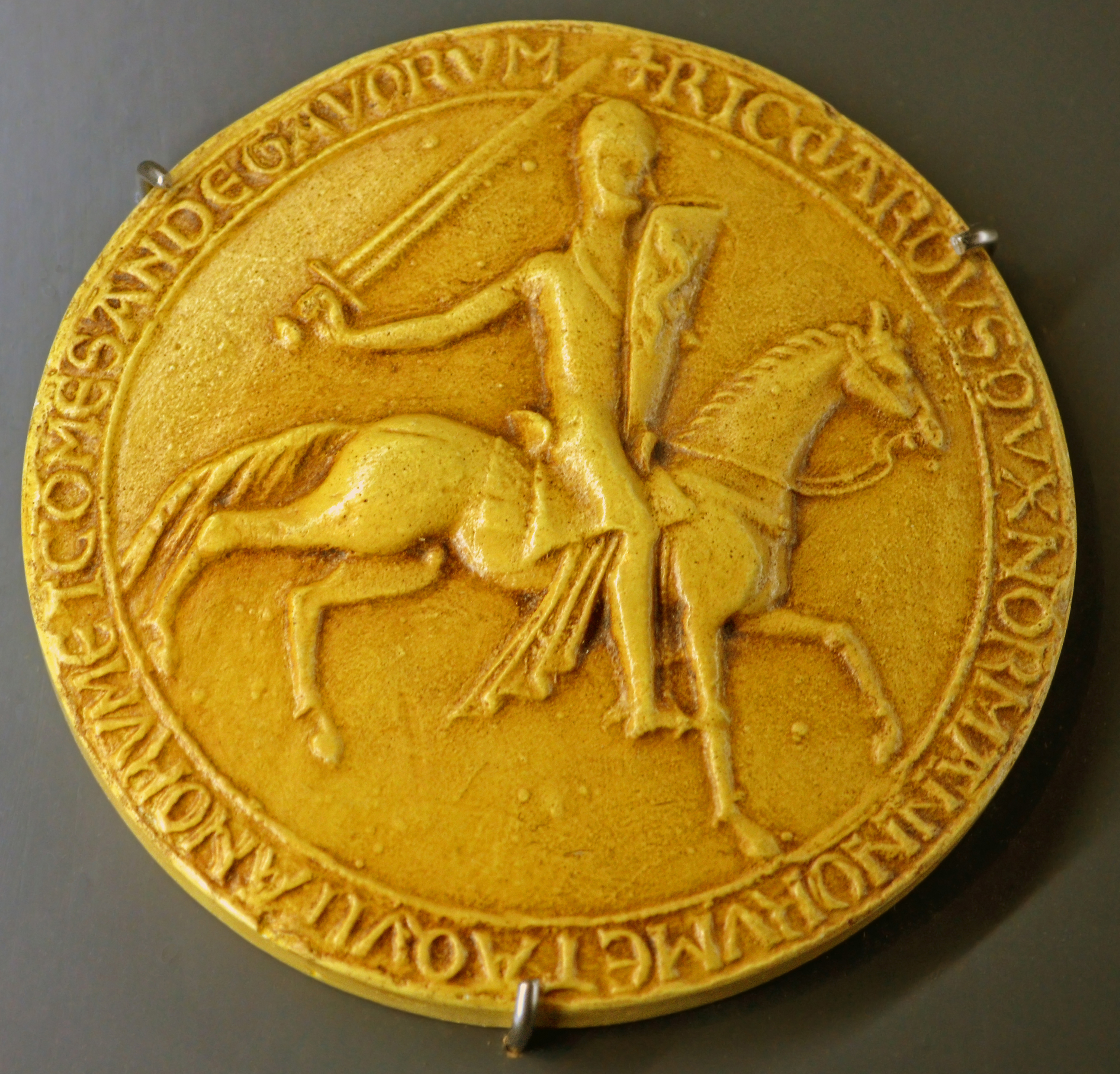
Đại ấn của vua Richard I năm 1189, Bảo tàng Lịch sử Vendée

### Đánh mất vùng Anjou

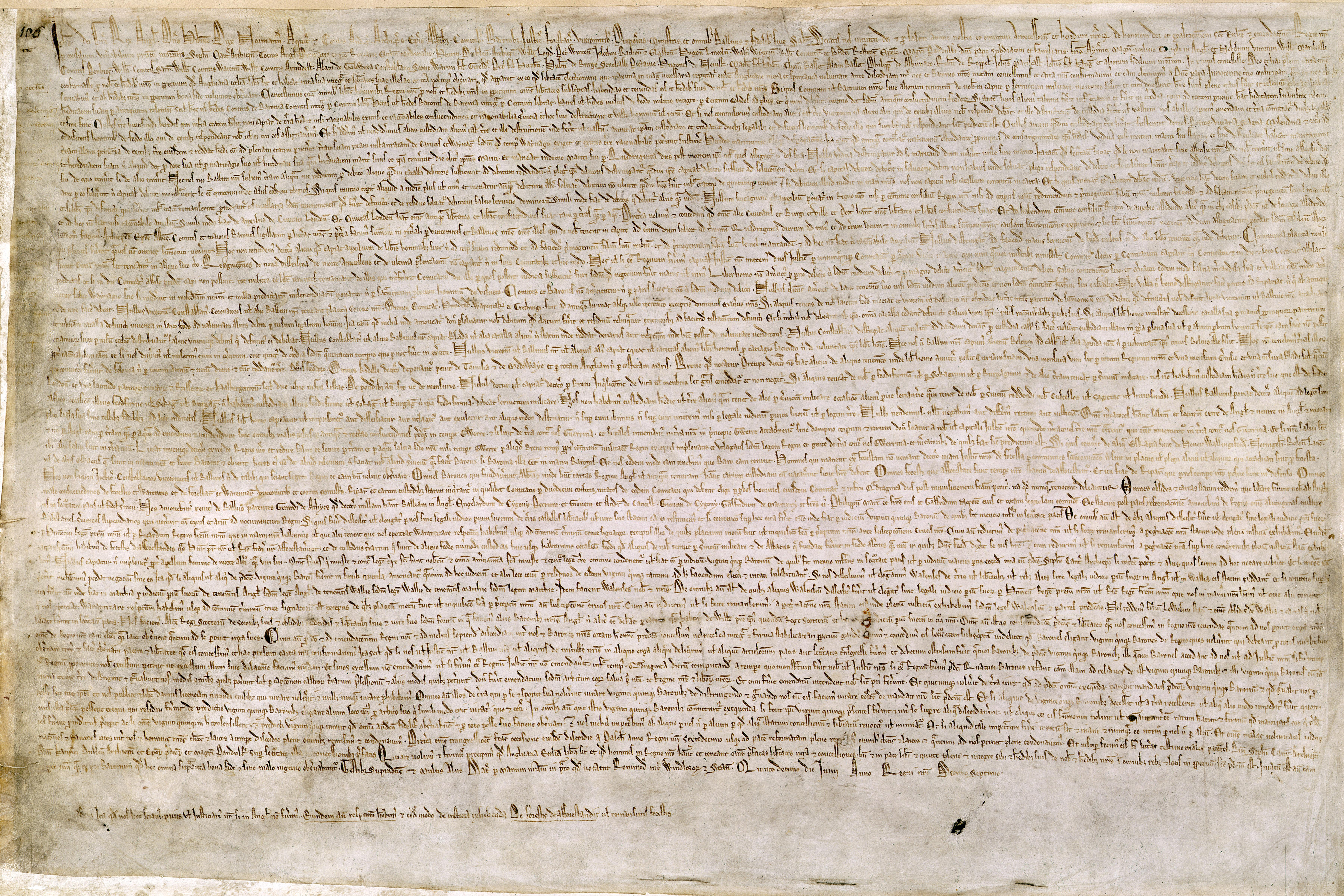
Một trong bốn ví dụ duy nhất còn sót lại của Đại hiến chương Magna Carta 1215, trong Thư viện Anh, Luân Đôn.